# Ronald Bergan
Ronald Bergan (nacido Ronald Ginsberg, Johannesburgo, 2 de noviembre de 1937 - Escocia, 23 de julio de 2020) fue un escritor e historiador británico nacido en Sudáfrica. Fue colaborador de The Guardian (desde 1989) y conferenciante sobre cine y otros temas, así como autor (o coautor) de varios libros, incluidas biografías.

## Carrera
Nació como Ronald Ginsberg en Johannesburgo y se educó allí, en Inglaterra y Estados Unidos. En Francia, enseñó literatura, teatro y cine en la Sorbona, el Instituto Británico de París y la Universidad de Lille. Ocupó una cátedra en la Universidad Internacional de Florida en Miami, donde enseñó Historia y Teoría del Cine. Dio una conferencia sobre historia del cine en FAMU en Praga.
Fue escritor de The Guardian y Radio Times, periodista, biógrafo, historiador de cine, Festival Internacional de Cine Independiente Fuera de Cámara (como presidente del jurado), Jurado del Festival de Cine, presidente fundador de FEDEORA (Federación de Críticos de Cine de Europa y el Mediterráneo) en mayo de 2010 en Cannes, y crítico de cine.

## Vida personal
En 1960, Bergan se casó con Maureen Myersohn, quien luego cambió su nombre a Catriona. Vivían principalmente en Londres. Tuvieron un hijo, aunque estaban empobrecidos cuando nació y no podían criarlo, por lo que acordaron que lo adoptara y criara la madre de Myersohn, que vivía en Rodesia, ahora Zimbabue. La pareja se separó brevemente a principios de la década de 1980, pero se reconcilió. Sin embargo, a principios de la década de 2000, después del paso de Bergan por la Universidad Internacional de Florida en Estados Unidos, se mudaron a Biarritz, Francia, y luego a Praga, Checoslovaquia.
En 2020, Bergan y su esposa se mudaron a Escocia. Murió allí el 23 de julio de 2020, a los 82 años, por urosepsis.